# Im Juli
Im Juli (En julio) es una roadmovie germanoturca del año 2000 dirigida por Fatih Akin y protagonizada por Moritz Bleibtreu y Christiane Paul.

## Sinopsis
Daniel, un profesor en prácticas que procede de Hamburgo, se encuentra "en algún lugar de Bulgaria" a un conductor alemán, Isa, de origen turco que ha parado al borde de la carretera para rociar con un spray el maletero de su coche y así disimular el olor que desprende un cadáver. Cuando Daniel le pregunta si le puede llevar, el conductor se asusta, lo golpea y huye. Pero poco después regresa, por temor a haber matado a Daniel y lo coloca en el asiento de atrás. Cuando se despierta, Daniel le cuenta a Isa la historia que le ha llevado a ese apartado lugar de Bulgaria.

## Premios
- Premios del cine Alemán: Mejor Actor a Moritz Bleibtreu (2000)

## Elenco
- Moritz Bleibtreu como Daniel Bannier.
- Christiane Paul como Juli.
- İdil Üner como Melek.
- Mehmet Kurtuluş como İsa.
- Jochen Nickel como Leo.
- Branka Katić como Luna.
- Birol Ünel como Club Doyen.
- Sandra Borgmann como Marion.
- Ernest Hausmann como Kodjo.
- Gábor Salinger como vendedor.
- Cem Akın como guardia de Turquía.
- Fatih Akın
- Sándor Badár como Alin.
- Daniel Puente Encina como cantante y músico. Cameo con su grupo Niños Con Bombas.